# Moropsyche limacodes
Moropsyche limacodes là một loài Trichoptera trong họ Apataniidae. Chúng phân bố ở miền Ấn Độ - Mã Lai.